# Banda de la Injusticia
La Banda de la Injusticia (en inglés Injustice Band), es un grupo de supervillanos del universo DC Comics. Son los antagonistas de la Liga de la Justicia.

## Banda Pre-Crisis
El enigmático villano Libra fue quien organizó la plantilla original de la "Banda de la Injusticia del mundo". La banda operó desde un satélite en órbita alrededor de la Tierra, manteniéndose en el lado opuesto del planeta con respecto a la sede (satélite) de la Liga de la justicia de América, sus enemigos. Libra les había propuesto a los supervillanos permanecer juntos para intercambiar estrategias en contra de la Liga. Pero en realidad, Libra los estaba utilizando para mantener la Liga de la Justicia ocupada mientras que él utilizó su escala cósmica para drenar la energía de la Vía Láctea y así volverse omnipotente. Desafortunadamente para Libra, cuando logró ganar este gran poder, sólo duró unos momentos antes que su cuerpo se desintegrara y su mente se convirtiera en una más en el cosmos. Los otros miembros estaban disgustados por haber sido manipulados, por lo que abandonaron el satélite y se separaron, mientras que la Liga utilizó a Amazo, para recuperar sus poderes. En JLA Giant #2 Hiedra Venenosa comenzó su propia Banda de la Injusticia, pero fueron derrotados rápidamente por la Liga de la Justicia. En Justice League of América #143, La alineación original (menos Libra) volvió a la acción, pero fueron encarcelados por la Liga de la Justicia. En Justice League of América #158 Abra Kadabra fue aceptado como líder del equipo, pero fueron una vez más derrotados por la Liga de la Justicia; esta vez el equipo quedó permanentemente dividido.

### Miembros originales
- Amo de los Espejos (Sam Scudder)
- Chronos (David Clinton)
- El Espantapájaros
- Hiedra Venenosa
- Libra
- Shadow Thief
- Tattooed Man (Abel Tarrant)

### Miembros posteriores
- Abra Kadabra
- Amo del Océano
- Capitán Bumerang
- Floronic Man
- I.Q.
- Tiburón (Karshon)

## Banda Post-Crisis
La encarnación posterior del equipo apareció en la historia "Rock of Ages: JLA (#10-15)". Este equipo se formó para reflejar la Liga de la Justicia de esa época, con cada miembro siendo un enemigo recurrente de un miembro correspondiente a la Liga. Lex Luthor declaró que formó la Banda de la Injusticia en respuesta a la creación de la nueva liga. Sin embargo, el equipo tuvo problemas desde el principio; Jemm estuvo en el equipo porque Luthor estaba manipulando su mente con la "Piedra Filosofal"; más tarde Amo de los Espejos desertó del grupo cuando Batman le ofreció pagarle el doble de lo que Luthor le estaba ofreciendo. Luego, Luthor realizó un intento para manipular a Flecha Verde (Connor Hawke) y al nuevo héroe Aztec para que traicionaran a la Liga. Hawke fue seducido al parecer por Circe y Luthor reveló que él había proporcionado el apoyo financiero necesario para crear la armadura de Aztec. Luthor tenía la intención de forzar la Liga a disolverse y posteriormente, formar una nueva liga bajo su control. Sin embargo, gracias a que Plastic Man logró infiltrarse en el grupo disfrazado como el Joker, la Liga fue capaz de deshacer los planes de Luthor. Posteriormente la Liga recuperaría la piedra de Luthor, después de encargarse de los miembros de la banda. Desafortudamente, no se pudieron presentar cargos contra la banda, ya que no se les pudo probar el haber causado algún daño real, obligando a la Liga el dejarlos en libertad.
Luthor reformó al equipo en la historia "World War III": (JLA #36-41) con nuevos miembros. Este equipo consistió en villanos que habían planteado las principales amenazas en solitario de la Liga de la Justicia en el pasado. Sin embargo, se reveló rápidamente que la nueva banda de la injusticia estaba siendo manipulada por Mageddon para mantener ocupada a la Liga, con Lex Luthor en calidad de emisario. Después que el Detective Marciano y Linterna Verde fueron capaces de romper el lazo mental de Mageddon con Luthor. Steel, Plastic Man, Barda y la Mujer Maravilla derrotaron a la Abeja Reina; Superman, Orión y Detective Marciano fueron capaces de atrapar al General en el limbo que Prometeo había descubierto, mientras que Batman derrotó a Prometeo tras reprogramar su casco para darle las características físicas de Stephen Hawking. 

### Miembros originales
- Lex Luthor/Superman
- Joker/Batman
- Circe/Mujer Maravilla
- Doctor Light (Arthur Light)/Linterna Verde
- Amo de los Espejos (Evan McCulloch)/Flash
- Amo del Océano/Aquaman
- Jemm/Detective Marciano

### Miembros posteriores
- Abeja Reina
- El General
- Prometheus

## En otros medios

### Televisión
- En la versión animada de Liga de la Justicia, en el capítulo "Injusticia para Todos", el equipo estaba conformado por Chita, Copperhead, Solomon Grundy, Shade, Star Sapphire y Ultra-Humanidad, liderados por Lex Luthor. Después que Copperhead fuera arrestado, el Joker se unió al equipo. Un nuevo equipo fue mostrado en el episodio "Furia", liderado por Aresia y compuesto por Copperhead, Solomon Grundy, Shade, Star Sapphire y Tsukuri. Sin embargo este equipo no fue referido como banda de la injusticia hasta que Shade, se refiere a ellos como tal en el episodio "Sociedad Secreta" haciendo referencia a la Sociedad Secreta de Supervillanos.

### Videojuegos
- En Mortal Kombat vs. DC Universe, Lex Luthor recluta a Catwoman, Deathstroke y el Joker para ayudar a la Liga de la Justicia a derrotar a Dark Kahn.

- La Banda de la Injusticia es referida en Batman: Arkham Asylum, en el titular de un periódico que anuncia su regreso.